# Tarczowniczka

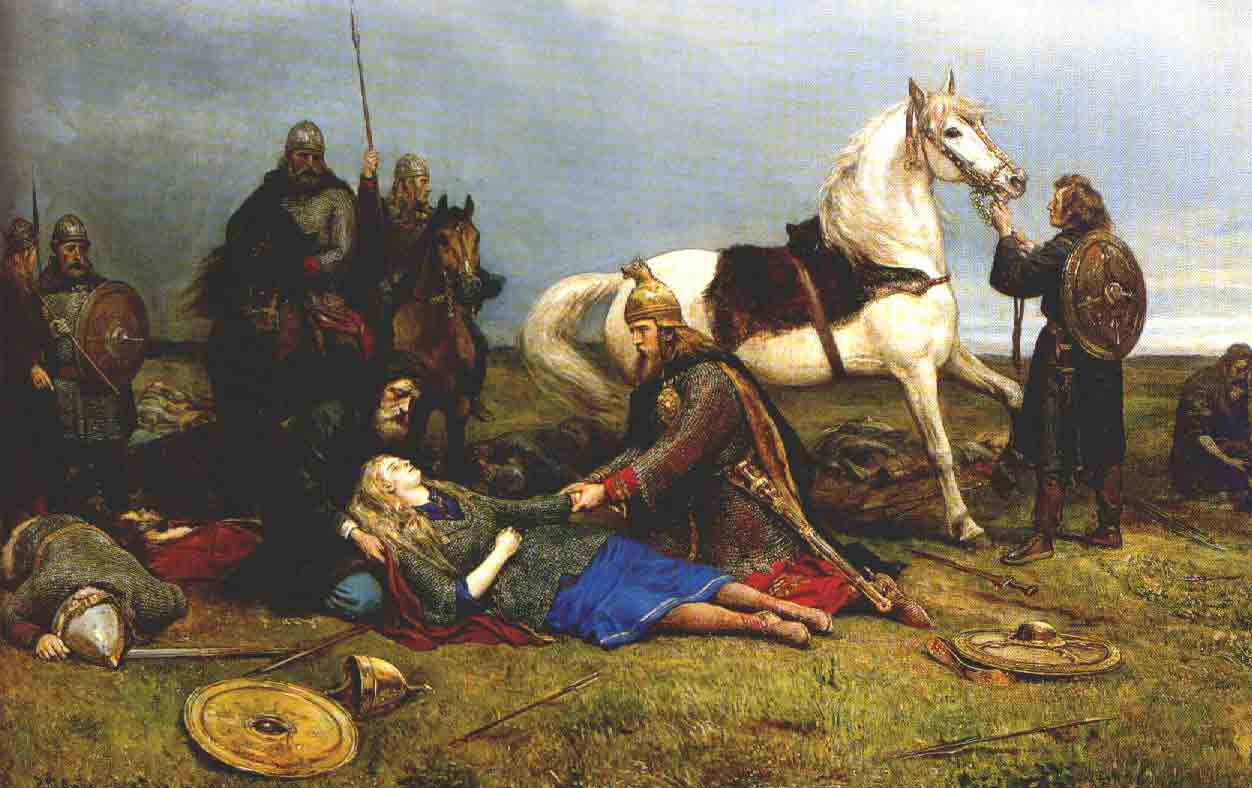
Hervör umierająca po bitwie Gotów z Hunami. Obraz autorstwa Petera Nicolaia Arba.

Tarczowniczka (staronord. skjaldmær, ˈskjɑldˌmæːr) – postać wojowniczki ze skandynawskiego folkloru i mitologii nordyckiej, być może także z prawdziwej historii. Kobiety-wojowniczki często pojawiały się w sagach, np. w Sadze o Herwarach i Gesta Danorum, jak również w opowieściach innych ludów germańskich – Gotów, Cymbrów i Markomanów. Na podaniach o tarczowniczkach oparte mogą być mityczne walkirie. Według współczesnych badaczy tarczowniczki mogły istnieć naprawdę.

## Historyczne wikińskie wojowniczki
Badacze nie są zgodni co do tego, czy w społeczeństwie wikińskim kobiety rzeczywiście były wojowniczkami. Według współczesnych badaczy, m.in. archeologa Neila Price’a, tarczowniczki mogły istnieć naprawdę. Inni uczeni, chociażby profesor Judith Jesch, wskazują, że nie ma dowodów, które potwierdzałyby, że wikingowie szkolili regularne oddziały kobiece.

### Badania archeologiczne
Chociaż archeolodzy odkryli pochówki kobiet złożonych z bronią, to uczeni nie doszli do porozumienia w kwestii jego, jak należy interpretować te znaleziska. Niektórzy wskazują, że broń umieszczona w grobie kobiety mogła pełnić funkcję rytualną. Analiza chemiczna szczątków wikińskich imigrantów w Anglii wskazała na stosunkowo równą proporcję mężczyzn i kobiet w społeczeństwie; zasugerowano, że to mężczyźni brali sobie żony, ponieważ kości kobiece spoczywały niżej, pod ciałem mężczyzny. W serii materiałów dokumentalnych stanowiących uzupełnienie do serialu telewizyjnego Wikingowie Price przedstawił X-wieczny grobowiec w Birce, w którym złożono wiele sztuk broni i dwa konie; analiza kości wykonana przez profesor Annę Kjellström z Uniwersytetu Sztokholmskiego wykazała, że w grobie spoczywała kobieta. Potwierdzono to w 2017 roku za pomocą analizy DNA, a odnaleziony szkielet nazwano „wikińską wojowniczką z Birki”.

### Przekazy historyczne
Istnieją świadectwa z epoki wikingów świadczące o tym, że kobiety brały udział w walkach. John Skylitzes, historyk specjalizujący się w historii cesarstwa wschodniorzymskiego, dowodzi, że kobiety walczyły w armii Waregów, kiedy ci zostali zaatakowani przez wojska kniazia Światosława I w 971 roku. Waregowie odnieśli druzgocącą porażkę, a Bizantyńczycy byli zdziwieni, kiedy pośród ciał poległych wrogów odkryli kobiety odziane w zbroje.
Według innych przekazów, ciężarna przyrodnia siostra Leifa Erikssona – Freydís Eiríksdóttir – podczas pobytu w Winlandii miała chwycić za miecz i z odsłoniętą piersią przepłoszyć atakujących skrælingjar. Wydarzenie to opisano w Sadze o Grenlandczykach, jednak Freydís nie nazywa się w niej tarczowniczką. Według przekazów Saxa Grammaticusa kobiety miały walczyć u boku Duńczyków podczas bitwy pod Bråvallą w 750 roku: „Z miasta Szlezwiku pod dowództwem Hed i Wisny przybyli Hake z cięciem na policzku oraz Tymme Żaglomistrz. Dowódców tych natura obdarzyła dzielnością mężczyzn w ciele kobiety. Vebjørg przepełniona była taką samą dzielnością, a za nią szedł Bo, syn Bramego i Jutlandczyk Brat, stęsknieni wojny”.

## Przekazy legendarne

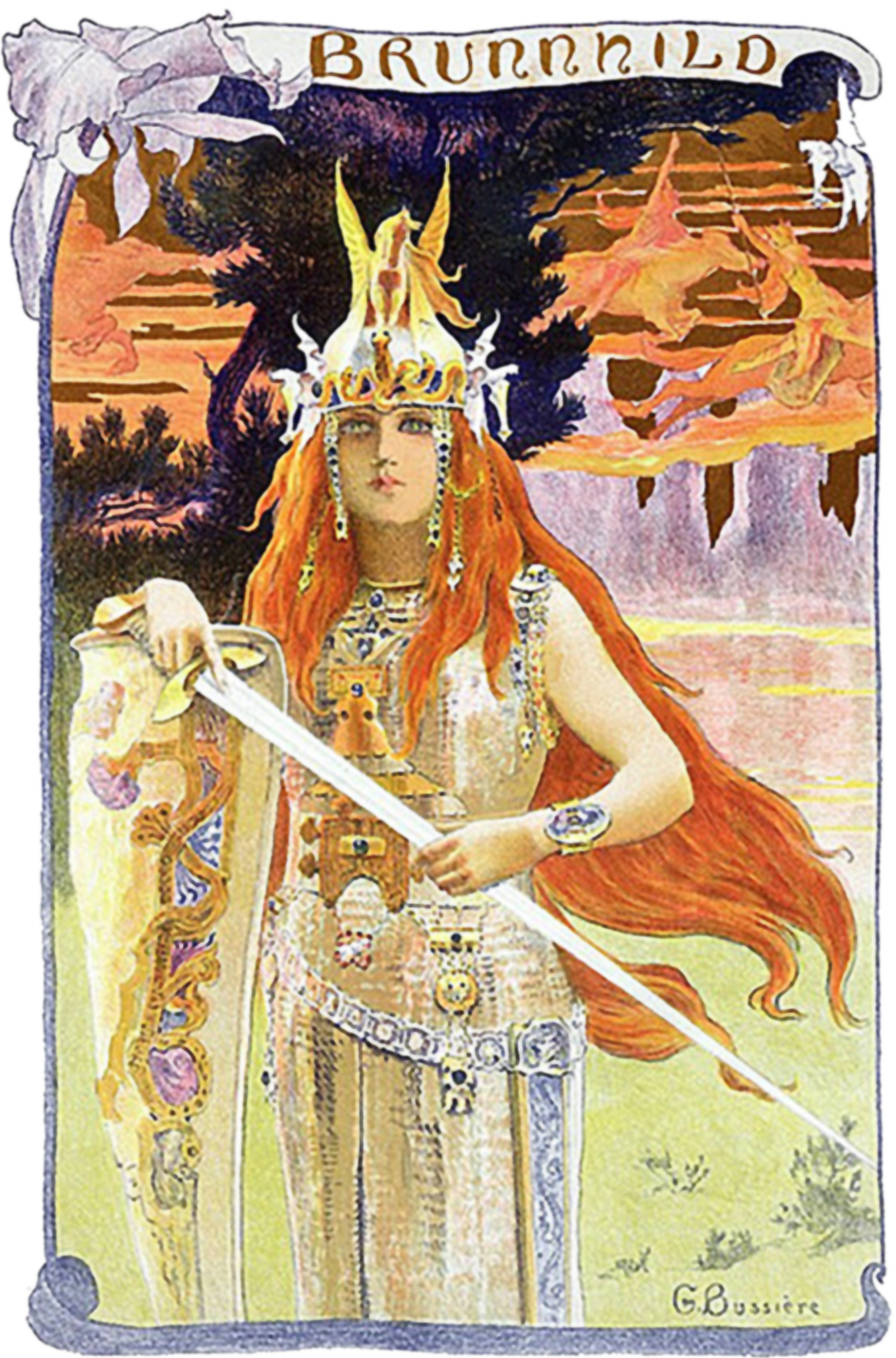
Brunnhilda (1897) autorstwa Gastona Bussière’a.

Przykładami tarczowniczek wymienianych z imienia w nordyckich sagach są Brunhilda z Sagi rodu Wölsungów, Hervör z Sagi o Herwarach, Brunhilda z Bósa saga ok Herrauðs, szwedzka księżniczka Thornbjǫrg z Hrólfs saga Gautrekssonar czy księżniczka Hed, Wisna, Lagertha i Vebjørg wspomniane w wyżej przywołanym fragmencie Gesta Danorum.
Hervör z Sagi o Herwarach znana była z tego, że już w wieku dziecięcym przyjmowała typowo męskie role, często też w przebraniu mężczyzny napadała na wędrowców. W późniejszym czasie zabrała z grobu swojego ojca przeklęty miecz Tyrfing i zaczęła parać się napadami morskimi. Ostatecznie osiedliła się i wyszła za mąż, a jej wnuczka – również nosząca imię Hervör – dowodziła siłami odpierającymi atak Hunów. Chociaż saga opiewa jej męstwo, kobieta zostaje ciężko ranna i umiera na polu bitwy.
Brunhilda z Sagi rodu Wölsungów nie była co prawda wojowniczką, a kobietą ze szlachetnego rodu, przejawiała jednak zachowania typowe dla tarczowniczki – liczył się dla niej przede wszystkim honor. W odróżnieniu od Gudrun, z którą rywalizowała o względy Sygurda, nie uciekała się do podstępu, który w literaturze średniowiecznej uważany był za metodę typowo kobiecą, a brała sprawy w swoje ręce, jak przystawało mężczyźnie. Szydziła zarówno z tego, że Gudrun zachowuje się zgodnie z rolą, jakiej oczekuje od niej społeczeństwo („Proś tylko o to, co dla ciebie najlepsze. Tak przystoi szlachetnej damie. Łatwo jest się cieszyć, kiedy wszystko dzieje się zgodnie z twoimi pragnieniami”), jak i z jej brata Gunnarra, za którego wyszła wskutek podstępu („Sygurd walczył ze smokiem przez co nie zostanie zapomniany przez nikogo póki żyje ostatni człowiek. Twój brat z kolei nie odważył się ani wskoczyć w ogień ani nadeń przeskoczyć”). Chcąc dokonać zemsty doprowadziła do śmierci swojej, Sygurda i jego syna. Zabijając dziecko zademonstrowała zrozumienie waśni i synowskiej odpowiedzialności – gdyby chłopiec przeżył, w dorosłości mógłby chcieć zemścić się na rodzinie Brunhildy. Chociaż tarczowniczka nie jest zwyczajową rolą kobiety, podobną siłą charakteru mają też niewiasty zajęte bardziej odpowiednimi dla nich zadaniami.
Według badaczek Judith Jesch i Jenny Jochens fakt, że wojowniczki najczęściej albo ginęły, albo ostatecznie porzucały wojaczkę, żeby powrócić do zająć typowo kobiecych, z jednej strony miał pozwolić na zaspokojenie fantazji, a z drugiej przestrzegać przed niebezpieczeństwami, jakie niesie ze sobą odrzucenie roli, której wypełnienia od jednostki ze względu na jej płeć oczekuje społeczeństwo.

## W kulturze popularnej
Kobiece wojowniczki inspirowane nordyckimi sagami pojawiły się w wielu utworach fantastycznych oraz z gatunku fikcji historycznej, stosunkowo rzadko nazywa się je jednak tarczowniczkami; postacią, którą określono tym mianem, jest chociażby Éowina z Władcy pierścieni J.R.R. Tolkiena. Tarczowniczki pojawiają się m.in. w serialu telewizyjnym Wikingowie, którego jedną z głównych bohaterek jest grana przez Katheryn Winnick tarczowniczka Lagertha. W norweskim serialu Przybysze tarczowniczkami są Alfhildr Enginnsdóttir (Krista Kosonen) i Urd (Ágústa Eva Erlendsdóttir), walczące u boku Torego Hunda przeciwko królowi Olafowi II Haraldssonowi.
W grze komputerowej Assassin’s Creed: Valhalla grywalną postacią – w zależności od wyborów gracza – może być wikiński wojownik bądź tarczowniczka. Eivor jest przywódcą klanu Kruka, którym włada wraz ze swoim przybranym bratem, Sigurdem Styrbjornssonem. Thierry Noël, doradca ds. historycznych podczas produkcji gry, stwierdził: „Źródła archeologiczne są w tej sprawie bardzo podzielone. Faktem jest (...), że taka była wikińska koncepcja świata. Taka była częściowo koncepcja tego świata – że mężczyźni i kobiety są równi w walce”.